# Club Atlético Alvear
El Club Atlético Alvear fue un club argentino de fútbol fundado en 1903 en el barrio de Villa Crespo, de la ciudad de Buenos Aires. Es reconocido por haber logrado jugar en la década de 1920 algunas temporadas en la Primera División de Argentina, la máxima categoría del fútbol argentino.

## Historia
Fue fundado el 1 de julio de 1903. Llegó a contar con más de 400 socios para 1927.

### Primeros años
En 1916 se afilió a la Asociación Argentina de Football y se incorporó a la Segunda División.
En el torneo de 1917, concursó en la sección 3 de la Zona Norte, donde realizó una estupenda campaña, igualando en el primer lugar con Martínez. En el desempate, perdió por 1 a 0 y no logró avanzar de fase.
También incorporó a un equipo en la Tercera División, que salió séptimo en la Sección B de la Zona Norte. La misma situación fue para su equipo juvenil que compitió en Cuarta División.

#### Ascenso a División Intermedia
En el torneo de 1918, concursó en la misma zona y sección. Con una campaña similar, logró quedarse esta vez con el primer lugar y ascendió a División Intermedia. Luego, no logró ganar la Zona Norte.

### El ascenso a Primera División
Hizo su debut en División Intermedia en 1919. Compitiendo en la Zona Norte, finalizó octavo con un flojo desempeño. Ese año el fútbol argentino volvió a dividirse, y el club decidió continuar en la AAF.
En el torneo de 1920, finalizó segundo en la Zona Norte detrás de Argentinos Juniors, que obtuvo el ascenso. También disputó la Copa Bullrich, donde se consagró campeón por primera vez.
En 1921 realizó una gran campaña al ir primero en la Zona Extra de forma invicta. Luego el torneo fue suspendido, por lo que la AAF decidió que los 5 primeros de la zona fueran promovidos a Primera División.

### Debut en Primera División
El 23 de abril de 1922, hizo su debut en la máxima categoría del fútbol argentino: en su visita a Nueva Chicago, cayó por 2 a 0. Ocho días después, por la segunda fecha, recibió a Progresista y consiguió su primer triunfo al vencer por 4 a 0.

#### Histórico triunfo
El 11 de junio, por la fecha 8, recibió a Boca Juniors, en su primer enfrentamiento ante uno de los futuros cinco grandes. A los 30 minutos, un gol en contra de Médici abrió el marcador para Alvear, pero Tarasconi logró el empate 10 minutos después para la visita. En el segundo tiempo, a los 22 minutos, Gaslini volvió a poner en ventaja; y a los 33 minutos, Ricci puso el 3 a 1 definitivo.
Este histórico triunfo, y el único ante un grande, le permitió meterse en la disputa del torneo en las primeras fechas. Sin embargo, algunos empates y derrotas lo dejaron fuera de la pelea fechas amtes del final. El 8 de diciembre, visitó al puntero Huracán en Parque Patricios, en un partido que terminó suspendido con el marcador 1 a 1. El tanto para Alvear lo había anotado Gaslini. Finalmente, luego se le daría el partido ganado para Huracán, que se consagró campeón tras esto.

### Escisión
En 1923, el club sufre una división y la institución disidente se afilia a la Asociación Amateurs de Football, compitiendo en la División Intermedia hasta 1924.
La institución oficial continuó compitiendo en la Primera División de la AAF, donde su rendimiento decayó. Llegando a perder más de la mitad de los partidos, su peor derrota fue por 6 a 1 en su visita a Temperley. Finalizó el torneo en el puesto 17.
En el torneo de 1924, su rendimientos no varió, perdiendo la mitad de los partidos. Finalizó en el puesto 18.

### Debut en la Copa Jockey Club
En el torneo de 1925, su rendimiento tocó fondo, perdiendo casi todos sus partidos. Luego de perder sus primeros 6 encuentros, el 21 de mayo logró su único triunfo en la cancha por 2 a 1 en su visita a All Boys. Luego de 4 derrotas seguidas, el 28 de junio recibió a Colegiales, donde obtuvo su único empate por 0 a 0.
El 6 de septiembre, hizo su debut en la Copa de Competencia Jockey Club, igualando por 1 a 1 ante Sportsman, pero luego quedaría eliminado de la competencia.
El resto de los partidos del torneo los perdió, aunque el 27 de diciembre, luego de que Universal no se presentara, obtuvo su segundo triunfo. Tampoco se disputaron sus encuentros ante Argentino de Quilmes y Boca Juniors, este último porque se retiró del torneo. Culminó el torneo con solo 5 puntos en el vigésimo tercero y último lugar.

### De la Copa Estímulo a la Primera B

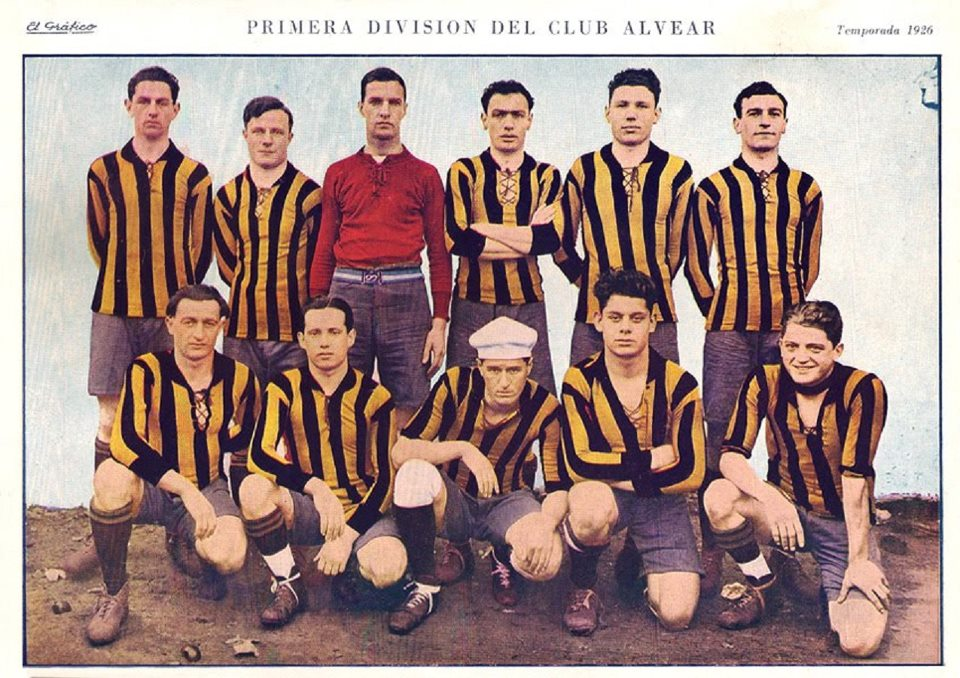
Formación de Alvear en 1926.

En el torneo 1926, su rendimiento no varió del torneo anterior. Luego de una serie de empate y derrotas, siendo algunas luego anuladas por la deserción de algunos equipos, obtuvo su primer y último triunfo en la cancha: el 30 de mayo, por la fecha 6, recibió a General San Martín y lo venció por 4 a 1. Tras esto, recolectaría escasos empates, perdiendo gran parte de los encuentros.
En octubre disputó la Copa Estímulo,  donde cayó en sus encuentros ante Chacarita, Palermo y Argentinos, quedando último en la Zona 1.
Llegó al 28 de noviembre ocupando los últimos lugares, con solo 1 triunfo y 4 empates. Sin embargo, se le dio por ganado 4 de sus últimos 5 encuentros del torneo debido a que Dock Sud, Argentino de Quilmes, Chacarita y Progresista no se presentaron. El 26 de diciembre, igualó por 2 a 2 con Sportsman, en su último encuentro en el torneo y en la división. Con 15 puntos, finalizó en el duodécimo puesto.
El 23 de noviembre, mientras el torneo finalizaba, la AAF se fusionaba con la Asociación Amateurs de Football. De esta manera, sus divisiones también se fusionaban. Sin embargo, en la Asamblea Extraordinaria del 24 de febrero de 1927 se resolvió la fisión de la Primera División, que pasó a ser conocida hasta 1932 como Primera División A. En la misma Asamblea, se determinó que Alvear, junto a otros 15 clubes de la Primera División de la AAF de 1926, fuera relegado a la nueva Primera División B, que quedó constituida junto a los campeones de los torneos de División Intermedia de la AAF y AAmF.

### Últimos años
El 20 de marzo de 1927, hizo su debut en la Primera División B, donde cayó por 3 a 2 en su visita a Sportsman. Tuvo un rendimiento regular en el torneo, ganando o perdiendo la mayoría de los encuentros, siendo su peor partido el que perdió por 5 a 1 en su visita a General San Martin, y su mejor partido su triunfo por 4 a 0 sobre Progresista. Quedó en el puesto 14 en el torneo.
En el torneo de 1928, su rendimiento decayó. Perdiendo la mayoría de los encuentros, sus peores partidos fueron al inicio y final del torneo, cayendo por 6 a 0 ante Colegiales y All Boys. Su mejor partido, fue en su visita a Nueva Chicago, donde ganó por 3 a 0. Finalizó el torneo en el último lugar.
En la edición de 1929, su rendimiento repuntó radicalmente. A pesar de un comienzo irregular, logró recuperarse, ganando y empatando la mayoría de sus partidos, siendo su mejor partido el triunfo por 4 a 0 en su visita a General San Martín. Su peor partido, fue en su visita a Temperley en la penúltima fecha, donde cayó por 5 a 0. Finalmente, terminó en cuarto lugar en el torneo.
En el torneo de 1930, su rendimiento fue similar al del torneo anterior, logrando triunfar en la mitad de los partidos. Su mejor partido, se dio al recibir a Gutemberg, donde venció por 5 a 0. Con 25 puntos, finalizó en el séptimo lugar, a solo 6 puntos de los 3 punteros del torneo.

#### Traslado y descenso
En 1931, se mudó a Saavedra y pasó a ser conocido como Alvear de Caseros. En mayo de ese mismo año, el fútbol argentino sufrió un nuevo cisma, que dio inicio al profesionalismo y retrasó el inicio de los torneos en el ascenso amateur.
El 31 de mayo, inició su participación en la Copa de Competencia igualando por 3 a 3 con Balcarce en cancha de Excursionistas. El 7 de junio, venció por 2 a 0 al Sportivo Palermo en Defensores de Belgrano, en su primer triunfo en el año. Mientras que el día 14, venció por 3 a 0 a Porteño en la cancha de Unión de Caseros. Sin embargo, este último partido quedó anulado debido a que el día 26 Porteño se desafilió de la AFAP.
El 28 de junio inició el torneo, en donde su rendimiento cae abruptamente, habiendo perdido la mayoría de los partidos, aunque algunos fueron por no presentarse.
El 4 de septiembre, Ferrocarriles del Estado de retira de la Copa, por lo que al día siguiente Alvear obtiene los puntos del partido, afirmandose puntero de la Zona Norte 2.
El 24 de noviembre, Alvear cambia su nombre a Club Atlético Caseros.
El 1 de noviembre, consigue su primer y único triunfo en el torneo, al vencer por 3 a 2 a Del Plata. También fue su último triunfo en el fútbol argentino y el último partido que disputó en el torneo. Tres días después, restaura su anterior nombre.
El día 11, cae por la Copa ante General San Martín y complica su avance a la siguiente fase. También fue el último partido que disputó.
El 16 de diciembre, no se presenta en cancha de Almagro para enfrentar a Excursionistas, por lo que pierde el partido y queda eliminado de la Copa de Competencia.
Dejó de presentarse a los partidos del torneo, dándose por perdidos. El 27 de diciembre culminó el torneo, con 2 partidos pendientes ante General San Martín y Temperley. Con solo 5 puntos, finalizó último junto a Nacional de Adrogué, y descendió a División Intermedia.

#### Fusión
Para el torneo de 1932, se fusionó con Unión de Caseros. Sin embargo, el equipo no logra repuntar y termina descendiendo también a División Intermedia.
En 1933, el fútbol amateur sufre una profunda reestructuración, por lo que el equipo de fútbol de Alvear desaparece y Unión decide no participar de los torneos para luego afiliarse a la AFA en 1935. Por su parte, el club continuaría en lo institucional como Caseros fusionado a Unión; y en 1936, junto al Club Social y a 9 de Julio dan origen al Justo José de Urquiza.

## Estadio
El club no llegó a contar con un campo de juego propio.
Para 1922 tuvo su campo de juego ubicado en Villa Devoto, entre las calles Habana y Marcos Paz. Allí hizo su debut en Primera División.
En 1923 tuvo su campo de juego en Saavedra, entre las calles García del Río y Moldes. El mismo campo sería utilizado más adelante por Balcarce.
El 10 de octubre de 1923 inauguró su estadio en Villa Crespo, en el terreno arrendado entre las calles Hidalgo, Olaya, Antezana y Giles (hoy Mahatma Gandhi) . Su campo de juego tenía 98 metros de largo y 76 metros de ancho. Se encontraba cercado por un alambrado. Además contaba con tribunas, cuartos de vestir, baños, agua corriente, entre otras cosas.

## Datos del club

### Cronología lineal
- Temporadas en Primera División: 5 (1922 — 1926)

- Temporadas en la segunda categoría del fútbol argentino: 8
  - Temporadas en División Intermedia: 3 (1919 — 1921)
  - Temporadas en Primera División B: 5 (1927 — 1931)

- Temporadas en la tercera categoría del fútbol argentino: 3
  - Temporadas en Segunda División: 3 (1916 — 1918)

## Palmarés
| Organizados por AAF                       | Organizados por AAF | Organizados por AAF |
| Competición nacional                      | Títulos             | Subcampeonatos      |
| ----------------------------------------- | ------------------- | ------------------- |
| División Intermedia (1/0)                 | 1921                |                     |
| Copa de Competencia Adolfo Bullrich (1/0) | 1920                |                     |